# Toxicocladosporium
Toxicocladosporium — рід мікроскопічних аскомікотових грибів родини Cladosporiaceae. Містить 14 видів.

## Поширення
Представники роду поширені на всіх материках, переважно у регіонах з теплим та вологим кліматом.

## Опис
Рід Toxicocladosporium виокремлений з роду Cladosporium. Представники роду мають чіткі, темні, товстостінні конідіальні та конідіофорні перегородки та не мають типової для Cladosporium борозни на верхівці.

## Екологія
Представники роду мають унікальну здатність до колонізації різних субстратів. Колонії грибків знайдені на рослинах з різних родин, паразитує в пір'ї птахів, на комахах, грибок було виділено з крові та нігтя людини в США, у пацієнтів, що страждають на атопічний дерматит (2011 рік та себорейний дерматит (2014 рік, обидва випадки в Японії) тощо. Крім того, колонії грибків знайдені на неживих субстратах, що демонструє відсутність екологічних переваг та здатність асоціюватися з незвичними матеріалами та екологічними умовами.

## Види
- Toxicocladosporium banksiae Crous, R. G. Shivas & Mc Taggart 2010
- Toxicocladosporium cacti J. D. P. Bezerra, Souza-Motta & Crous 2017
- Toxicocladosporium chlamydosporum Crous & M. J. Wingf. 2009
- Toxicocladosporium ficiniae Crous & A. R. Wood 2013
- Toxicocladosporium hominis Sandoval-Denis, Gené, Guarro, Deanna A. Sutton & Wiederhold 2016
- Toxicocladosporium immaculatum J. D. P. Bezerra, Souza-Motta & Crous 2017
- Toxicocladosporium irritans Crous & U. Braun 2007
- Toxicocladosporium pini Crous & Y. Zhang
- Toxicocladosporium posoqueriae Crous & R. G. Shivas 2012
- Toxicocladosporium protearum Crous & Roets 2010
- Toxicocladosporium pseudoveloxum Crous 2011
- Toxicocladosporium rubrigenum Crous & M. J. Wingf. 2009
- Toxicocladosporium strelitziae Crous 2012
- Toxicocladosporium velox Crous & M. J. Wingf. 2009